# انتصار الإرادة (فلم)
انتصار الإرادة (بالألمانية: Triumph of the Will) فيلم دعائي ألماني من كتابة وإنتاج وإخراج الممثلة السينمائية الألمانية ليني ريفنستال صدر في 28 مارس 1935 والفيلم من بطولة الزعيم النازي أدولف هتلر و الضابط هاينريش هيملر و والضابط فيكتور لوتز.

## روابط خارجية
- مقالات تستعمل روابط فنية بلا صلة مع ويكي بيانات